# Політична система Чехії
Чеська Республіка — суверенна, унітарна та демократична правова держава, в якій президент є головою держави, а прем'єр-міністр — головою уряду. Виконавча влада здійснюється урядом Чехії, який звітує перед нижньою палатою Парламенту Чеської Республіки. Законодавча влада двопалатна, з  палатою депутатів (чеськ. Poslanecká sněmovna), що складається з 200 членів, і Сенату Чеської Республіки (чеськ. Senát), в який входять 81 член. Обидві палати разом складають Парламент Чеської Республіки.
Політична система Чехії багатопартійна. Починаючи з 1993 року, сформувалися дві найбільші партії: Чеська соціал-демократична партія і Громадянська демократична партія. Ця модель змінилася на початку 2014 року, з появою нової політичної партії Дії незадоволених громадян (абревіатура чеськ. ANO 2011, що перекладається як ТАК), що призвело до ослаблення обох основних партій. Economist Intelligence Unit 2016 року оцінив Чехію як «неповну демократію».

## Політичні події
Політична сцена Чехії підтримує широкий спектр політичних партій, починаючи від крайньолівої комуністичної партії до крайньоправих націоналістичних партій.
Чеські виборці повернули розбіжність у парламентських виборах у червні 2002 року, надавши  соціал-демократам (ČSSD) і комуністам більшість, без будь-якої можливості створити дієвий уряд разом з антикомуністом Володимиром Шпідлою. Ці результати призвели до створення коаліційного уряду соціал-демократів з  християнськими демократами (KDU-ČSL) і  лібералами (US-DEU), тоді як Громадянська демократична партія (ODS) та комуністи (KSČM) були в опозиції. Співвідношення влади до опозиції було найменшим — 101:99. Після багатьох подій і, нарешті, після катастрофічних результатів виборів до Європарламенту в червні 2004 року, Шпідла подав у відставку після повстання у своїй партії, а уряд був перетасований на тій самій основі.

Прапор Президента Чехії

Оскільки система в Чехії неодноразово виробляє дуже слабкі уряди (специфічна проблема полягає в тому, що близько 15 % електорату підтримують комуністів, яких блокують всі інші партії), постійно говорять про її зміну, але без особливих шансів насправді просунути реформу. Спроби збільшити елементи більшості шляхом налаштування системних параметрів (більш дрібні райони з використанням метода д'Ондта) були зроблені ČSSD та ODS за часів «опозиційної угоди» 1998—2002 рр. Але це зустріло дуже сильний спротив зі сторони інших партій та Конституційного Суду як міру, що надто суперечить конституційно пропорційному принципу; була прийнята лише помірна форма. Це, однак, призвело до тупика на виборах 2006 року, де і ліві, і праві отримали рівно по 100 крісел; як зазначають багато коментаторів, більш рання система дала б право на більшість на 3-4 місця.
У березні 2006 року парламент скасував вето президента Вацлава Клауса, і Чехія стала першою комуністичною країною в Європі, яка зробила правове визнання одностатевих шлюбів.
Уряду, сформований з коаліції ODS, KDU-ČSL, та зелених (SZ), на чолі з лідером ODS Міреком Тополанеком, 19 січня 2007 року нарешті домігся вотуму довіри. Це сталося завдяки двом членам ČSSD, Мілошу Мельчаку і Міхалу Поханці, які утрималися від голосування.
23 березня 2009 року уряд Мірека Тополанека втратив вотум довіри.

## Виконавча гілка
Президент є главою держави, але прем'єр-міністр є главою уряду.
| Посада          | Ім'я         | Партія     | З              |
| --------------- | ------------ | ---------- | -------------- |
| Президент       | Петр Павел   | незалежний | 9 березня 2023 |
| Прем'єр-міністр | Андрей Бабіш | ANO 2011   | 6 грудня 2017  |

### Президент
Президент Чехії обирається прямим голосуванням на термін 5 років (не більше двох термінів поспіль). Президент є формальною [главою держави] з обмеженими повноваженнями.

#### Повноваження Президента
- призначає та відкликає Прем'єр-міністра та інших членів Уряду та приймає їх відставку, відкликає уряд і приймає його відставку;
- скликає засідання Палати депутатів;
- розпускає Палату депутатів, коли будуть дотримані конкретні умови, викладені в Конституції;
- помилування та пом'якшення покарань, накладених судом, наказ не ініціювати кримінальну справу та призупинити її, якщо вона вже порушена, призупинення вироків;
- має право повернути до парламенту прийнятий закон, за винятком Конституційних актів;
- підписання прийнятих законів;
- представляє державу стосовно інших країн
- веде переговори та ратифікує міжнародні договори; може делегувати переговори щодо міжнародних договорів Уряду, або за згодою Уряду, його окремим членам;
- є головнокомандувачем Збройних Сил;
- призначає та відкликає керівників дипломатичних представництв;
- призначає вибори до Палати депутатів і Сенату;
- призначає та просуває генералів;
- призначає суддів

### Прем'єр-міністр
Прем'єр-міністр є главою уряду і володіє значними повноваженнями, включно із правом встановлювати порядок денний більшості зовнішньої та внутрішньої політики, мобілізувати парламентську більшість і обирати міністрів уряду. .

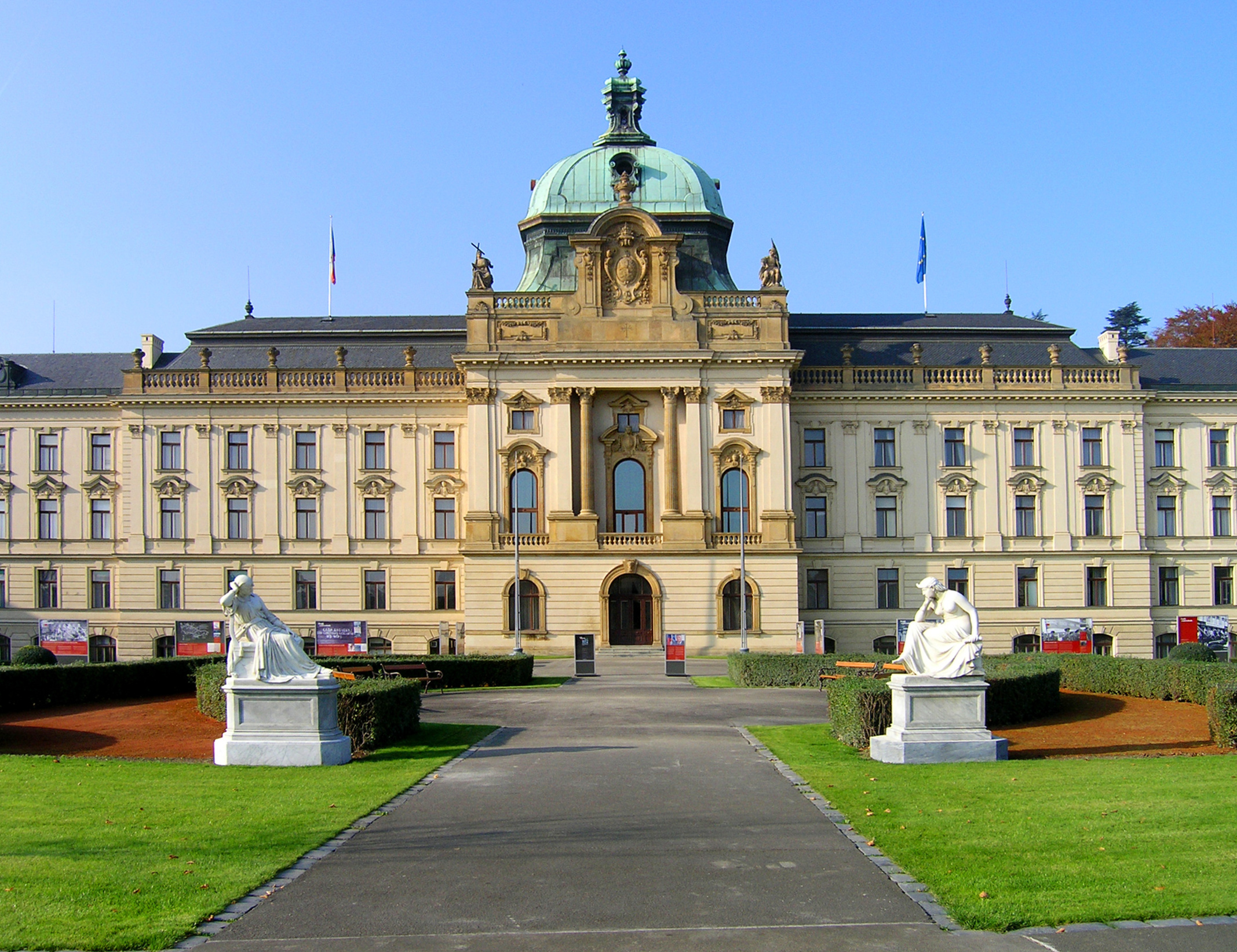
Страка-академія, резиденція Кабінету в Празі.

### Уряд
Уряд Чеської Республіки є найвищим виконавчим органом Чеської Республіки. Кабінет приймає рішення як орган. Кабінет Міністрів складається з Прем'єр-міністра та міністрів, очільників міністерств. Контролює державу і міністерства. Публікує урядові укази. Президент Республіки призначає Прем'єр-міністра та інших членів Уряду, за поданням Прем'єр-міністра, і доручає їм керівництво окремих міністерств або інших органів. Протягом тридцяти днів після призначення Кабінет Міністрів представляється в Палаті депутатів, яка має проголосувати за вотум довіри.

## Законодавча гілка

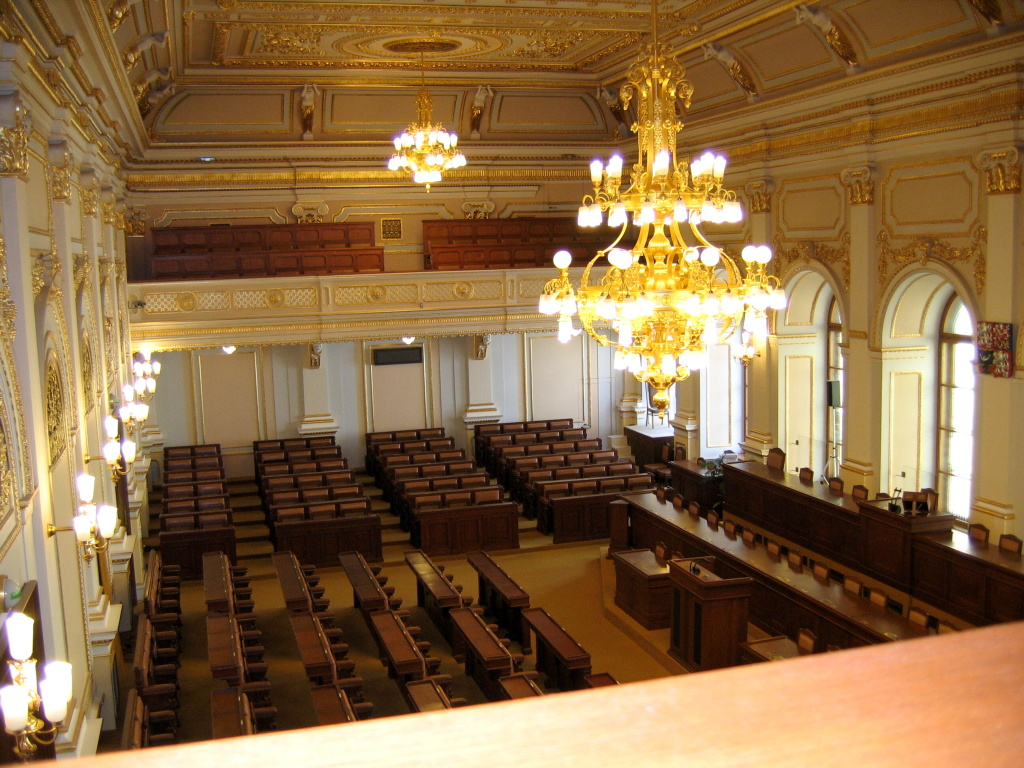
Внутрішній вигляд палати депутатів

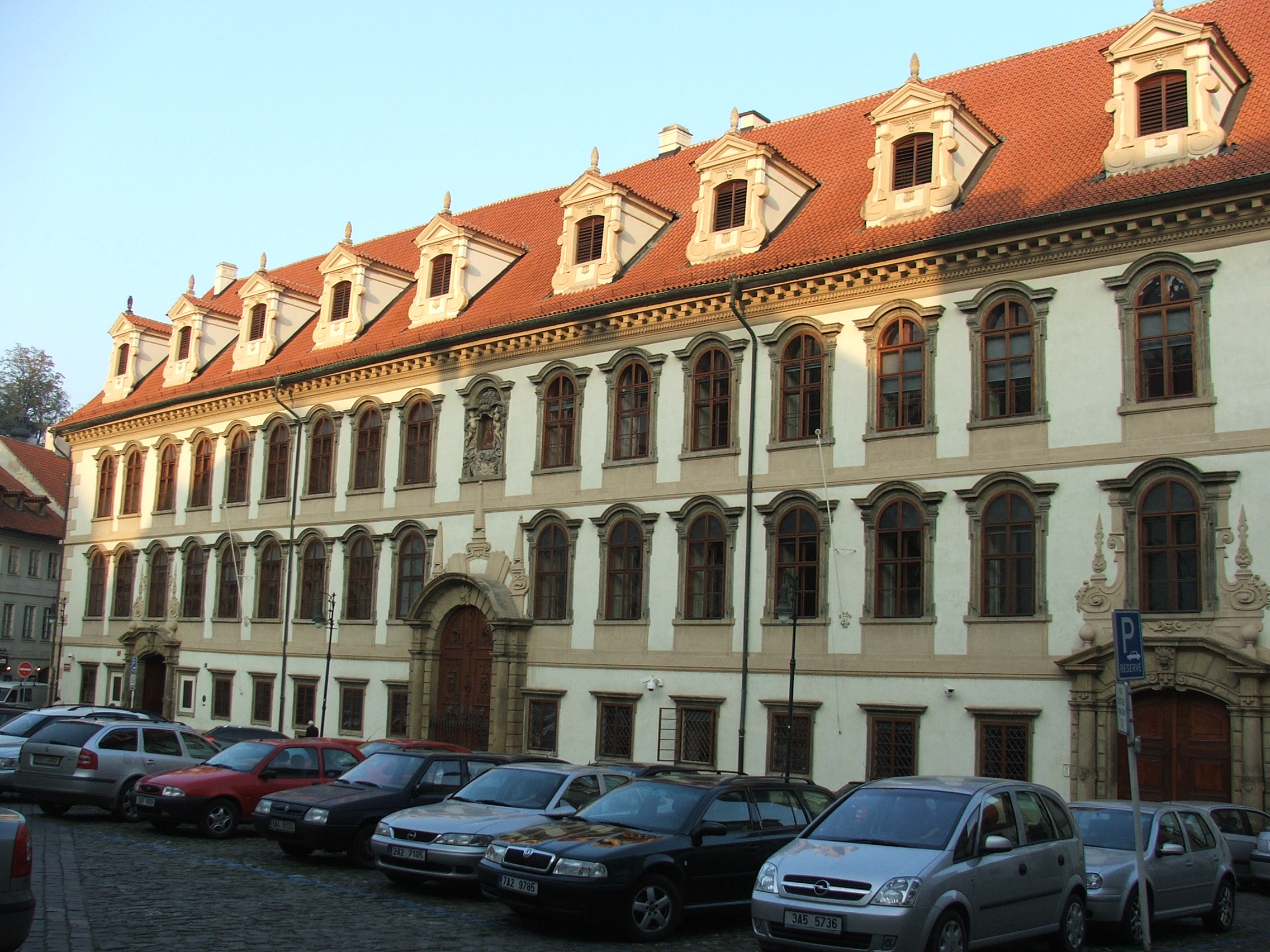
Валдштейнський палац — місце Сенату в Празі

Парламент Чеської Республіки має дві палати.  Палата депутатів (чеськ. Poslanecká sněmovna) має 200 членів, які обираються на чотирирічний термін пропорційним представництвом з 5 % бар'єром. Існує 14 округів для голосування, ідентичних адміністративним регіонам країни. Палата депутатів (спочатку Чеська національна рада) має повноваження та обов'язки нині неіснуючого федерального парламенту колишньої Чехословаччини.
 Сенат (чеськ. Senát) має 81 члена, в одномандатних виборчих округах, обраних двома раундами по системі абсолютної більшості терміном на шість років, причому одна третина оновлюється кожного парного року восени. Перші вибори відбулися 1996 року (на різні терміни). Це зроблено за зразком   Сенату США, але кожен виборчий округ має (приблизно) такий же розмір, а система, що використовується — двостороннє голосування. Сенат непопулярний серед громадськості і потерпає через низьку явку на вибори (загалом приблизно 30 % у першому турі, 20 % у другому).
| Посада                  | Ім'я            | Партія                                 | З                 |
| ----------------------- | --------------- | -------------------------------------- | ----------------- |
| Голова Палати депутатів | Радек Вондрачек | ANO 2011                               | 22 листопада 2017 |
| Президент Сенату        | Ярослав Кубера  | Громадянська демократична партія (ODS) | 14 листопада 2018 |

## Політичні партії та вибори
| Партія                                                       | Партія                                                                   | Голоси    | %     | +/–    | Місця | +/–  |
| ------------------------------------------------------------ | ------------------------------------------------------------------------ | --------- | ----- | ------ | ----- | ---- |
|                                                              | ANO 2011                                                                 | 1 500 113 | 29,64 | +10,98 | 78    | +31  |
|                                                              | Громадянська демократична партія (ODS)                                   | 572 962   | 11,32 | +3,59  | 25    | +9   |
|                                                              | Чеська піратська партія                                                  | 546 393   | 10,79 | +8,13  | 22    | +22  |
|                                                              | За свободу і пряму демократію (SPD)                                      | 538 574   | 10.64 | –      | 20    | −2   |
|                                                              | Комуністична партія Чехії і Моравії (KSČM)                               | 393 100   | 7,76  | −7,15  | 15    | −18  |
|                                                              | Чеська соціал-демократична партія (ČSSD)                                 | 368 347   | 7,27  | −13,09 | 15    | −35  |
|                                                              | Християнсько-демократичний союз — Чехословацька народна партія (KDU–ČSL) | 293 643   | 5,80  | −0,98  | 10    | −4   |
|                                                              | TOP 09                                                                   | 268 811   | 5,31  | −6,69  | 7     | −19  |
|                                                              | Мери та незалежні (STAN)                                                 | 262 157   | 5,18  | –      | 6     | Нова |
| Недійсні / порожні голоси                                    | Недійсні / порожні голоси                                                | 30 306    | –     | –      | –     | –    |
| РАЗОМ                                                        | РАЗОМ                                                                    | 5 091 065 | 100   | –      | 200   | 0    |
| Зареєстровані виборці / голосування                          | Зареєстровані виборці / голосування                                      | 8 374 501 | 60,79 | +1.31  | –     | –    |
| Джерело: Volby [Архівовано 8 квітня 2019 у Wayback Machine.] |                                                                          |           |       |        |       |      |

| Партії | Партії                                                                   | Місця | Місця | Місця | Місця | Місця | Місця | Місця |
| Партії | Партії                                                                   | 2008  | 2010  | 2011  | 2012  | 2014  | 2016  | РАЗОМ |
| --- | ------------------------------------------------------------------------ | ----- | ----- | ----- | ----- | ----- | ----- | ----- |
| | Чеська соціал-демократична партія (ČSSD)                                 | 22    | 12    | 1     | 13    | 10    | 2     | 25    |
| | Християнсько-демократичний союз — Чехословацька народна партія (KDU–ČSL) | —     | 2     | —     | 2     | 5     | 7     | 16    |
| | Громадянська демократична партія (ODS)                                   | 3     | 8     | —     | 4     | 2     | 3     | 10    |
| | Мери та незалежні (STAN)                                                 | —     | —     | —     | —     | 2     | 3     | 9     |
| | ANO 2011                                                                 | —     | —     | —     | —     | —     | 3     | 7     |
| | Партія зелених                                                           | —     | —     | —     | 1     | 2     | —     | 4     |
| | TOP 09                                                                   | —     | 2     | —     | —     | —     | 2     | 2     |
| | Чеська піратська партія                                                  | —     | —     | —     | 1     | —     | —     | 2     |
| | Комуністична партія Чехії і Моравії (KSČM)                               | 1     | —     | —     | 1     | —     | —     | 2     |
| | Партія прав громадян                                                     | —     | —     | —     | —     | 1     | 1     | 2     |
| | Рух Остравак                                                             | —     | —     | —     | 1     | —     | —     | 1     |
| | Партія приватників Чехії                                                 | —     | —     | —     | —     | 1     | —     | 1     |
| | Severočeši.cz                                                            | —     | 2     | —     | —     | —     | —     | 0     |
| | Незалежні                                                                | —     | 1     | —     | 2     | —     | 6     | 6     |
| Разом | Разом                                                                    | 26    | 27    | 1     | 27    | 27    | 27    | 81    |
| Джерело: Senate [Архівовано 8 квітня 2019 у Wayback Machine.] Виборчі округи, в яких проводилися вибори: - 2008: 3, 6, 9, 12, 15, 18, 21, 24, 27, 33, 36, 39, 42, 45, 48, 51, 54, 57, 60, 63, 66, 69, 72, 75, 78, 81 - 2010: 1, 4, 7, 10, 13, 16, 19, 22, 25, 28, 31, 34, 37, 40, 43, 46, 49, 52, 55, 58, 61, 64, 67, 70, 73, 76, 79 - 2011 додаткові вибори: 30 - 2012: 2, 5, 8, 11, 14, 17, 20, 23, 26, 29, 32, 35, 38, 41, 44, 47, 50, 53, 56, 59, 62, 65, 68, 71, 74, 77, 80 - 2014: 3, 6, 9, 12, 15, 18, 21, 24, 27, 33, 36, 39, 42, 45, 48, 51, 54, 57, 60, 63, 66, 69, 72, 75, 78, 81 - 2016: 1, 4, 7, 10, 13, 16, 19, 22, 25, 28, 31, 34, 37, 40, 43, 46, 49, 52, 55, 58, 61, 64, 67, 70, 73, 76, 79 |                                                                          |       |       |       |       |       |       |       |

## Судова гілка
Найбільшим апеляційним судом країни є  Верховний суд.  Конституційний суд, який визначає конституційні питання, призначається президентом із затвердженням Сенату, а його 15 членів працюють 10 років. Судді Конституційного суду мають обов'язковий вік виходу на пенсію у віці 70 років.  Вищий адміністративний суд є третьою ланкою чеської судової системи.